# Belvedere di Spinello
Belvedere di Spinello – miejscowość i gmina we Włoszech, w regionie Kalabria, w prowincji Krotona.
Według danych na rok 2004 gminę zamieszkuje 2470 osób, 82,3 os./km².